# Laupen ZH
Laupen ist ein Dorf in der Gemeinde Wald im schweizerischen Kanton Zürich.
Laupen wird in moderner Zeit auch als "grösste Aussenwacht" Walds bezeichnet, war aber historisch aber keine Aussenwacht, sondern
eine eigenständige Zivilgemeinde sowie einer von sechs Wachtbezirken und sechs Schulgemeinden (Schulgenossenschaften) der Gemeinde Wald.

## Geographie
Laupen liegt an der Grenze zum Kanton St. Gallen, im Südosten des Walder Gemeindegebiets.
Zum Wachtbezirk Laupen gehören, neben dem Dorf Laupen selbst (bestehend aus den Ortsteilen Oberlaupen und Unterlaupen):
die Siedlung Winkel und die Höfe Altweid, Bär und Au östlich und südöstlich des Dorfkerns (an der Kantonsgrenze; der angrenzende Weiler Diemberg zählte historisch auch zu Laupen, liegt heute aber im Gemeindegebiet von Eschenbach SG),
die Siedlungen Diezikon und Hubwies mit dem Hof Am Bach nordöstlich von Laupen,
die Weiler Bebikon und Morgen und der Hof Nahren (Narren) nördlich von Laupen
der Hof Töbeli am Diezikonerbach,
Hinternord und Chefi/Kefa (historisch sumpfiges Weideland zwischen Wald und Laupen, heute überbaut),
der Hof Neuhaus bei Hinternord auf der Ostflanke des Batzberg.

Der Wachtbezirk Laupen grenzt im Nordwesten an den Wachtbezirk Wald, im Südwesten an den Wachtbezirk Güntisberg und im Norden an den Wachtbezirk Hittenberg.
Der Diezikonerbach entspringt bei der Höhenklinik Wald (Hittenberg) und fliesst durch Laupen, und schliesslich bei Diemberg in den Lattenbach. Die Wasserscheide zwischen Lattenbach und Jona verläuft zwischen Chefi und Hinternord.
Von Wald nach Laupen führt die Laupenstrasse (in Laupen Hauptstrasse, danach Walderstrasse), die das Jonatal mit dem Bezirk See-Gaster und via Ricken mit dem Toggenburg verbindet. Die Buslinie 885 bedient die Strecke
Rapperswil – Kempraten – Rüti – Wald – Laupen – Goldingen – Atzmännig.

## Geschichte
Laupen ist seit dem 13. Jahrhundert besiedelt.
Diezikon wird erstmals 1263 erwähnt, Bebikon 1264.
Eine Burg Laupen (Laupenheim, Laubenheim) bestand wohl seit dem Spätmittelalter, wird aber erst 1504 urkundlich fassbar.
Der genaue Standort der Burg ist unbekannt.
Die Karte von Jos Murer (1566) als Wappen für Laupen (Loupenheim) einen Turm mit drei Zinnen, mit einem Baum auf jeder Zinne. Bei Murer sind dies noch Laubbäume (der Flurname Laupen beruht auf dem Wort Laub), in der Kantonskarte von Hans Conrad Gyger (1667) erscheint das Wappen aber mit drei Tannen (In Gold eine graue Burg, auf deren drei Zinnen drei grüne Tannen). Die drei Tannen in diesem Wappen liegen dem modernen Gemeindewappen der Gemeinde Wald zugrunde. Die Wappenscheibe der Herrschaft Grüningen (1587) von Christoph Murer (Sohn des Jos Murer) zeigt das Wappen für Wald, mit einem schwarzen Turm und drei goldenen Laubbäumen.
Im 19. Jahrhundert bestanden in Laupen und Diezikon vier Webereien. Die erste wurde 1851 von Jakob Oberholzer in der ehemaligen Drechslerei Heusser in Diezikon eröffnet.
In den 1870er Jahren war eine Eisenbahnverbindung von Wald über Laupen nach Uznach und Rapperswil geplant, die aber nie realisiert wurde. Eine Postkutschenverbindung von Wald via Laupen nach Goldingen bestand von 1899 bis 1927.
Seit der Mitte des 20. Jahrhunderts ist Laupen stark gewachsen, von 1100 Einwohnern im Jahr 1960 auf 1928 Einwohner im Jahr 2018.
In der Ebene Chefi ist eine Industriezone entstanden.
Die letzte Weberei hat in den 1980er Jahren den Betrieb eingestellt und die Fabrikgebäude wurden auf vielfältige Weise umgenutzt.